# Wilson Altamirano
Wilson Altamirano (Villa Allende, 7 aprile 1998) è un calciatore argentino, centrocampista svincolato.

## Caratteristiche tecniche
È un centrocampista centrale.

## Carriera
Cresciuto nel settore giovanile del Belgrano, ha esordito in prima squadra il 23 ottobre 2018 in occasione dell'incontro di campionato pareggiato 1-1 contro il Banfield.